# Комедиант (фильм)
«Комедиант» (англ. The Entertainer) — драматический кинофильм режиссёра Тони Ричардсона, вышедший на экраны в 1960 году. Экранизация одноименной пьесы Джона Осборна. Главные роли исполнили Лоренс Оливье, Джоан Плаурайт и Роджер Ливси. За свою актёрскую работу Оливье был номинирован на премию «Оскар».

## Сюжет
Молодая женщина по имени Джин Райс приезжает из Лондона в небольшой английский городок, чтобы повидаться с родными: дедушкой Билли, бывшей звездой мюзик-холлов, мачехой Фиби, склонной к истерикам, и отцом Арчи, звездой местного комедийного шоу. Дела у Арчи идут хуже некуда, ему грозит банкротство, и никто из продюсеров не желает выделять средства на его новое представление. Поэтому когда Арчи знакомится с богатой молоденькой девушкой, желающей начать карьеру актрисы, он решает ухватиться за этот шанс добыть финансирование, несмотря на то, что это угрожает разрушить его семью…

## В ролях
- Лоренс Оливье — Арчи Райс
- Джоан Плаурайт — Джин Райс
- Роджер Ливси — Билли Райс
- Бренда де Банзи — Фиби Райс
- Алан Бейтс — Фрэнк Райс
- Дэниел Мэсси — Грэм
- Ширли Энн Филд — Тина Лэпфорд
- Тора Хёрд — миссис Ада Лэпфорд
- Джеффри Тун — Гарольд Хаббард
- Альберт Финни — Мик Райс

## Награды и номинации
- 1960 — приз лучшему актеру на кинофестивале в Карловых Варах (Лоренс Оливье).
- 1961 — номинация на премию «Оскар» за лучшую мужскую роль (Лоренс Оливье).
- 1961 — три номинации на премию BAFTA: лучший британский сценарий (Джон Осборн, Найджел Нил), лучший британский актёр (Лоренс Оливье), лучший новичок в главной роли (Джоан Плаурайт).